# Cantone di Châteauroux-Ovest
Il Cantone di Châteauroux-Ovest era una divisione amministrativa dell'arrondissement di Châteauroux.
A seguito della riforma approvata con decreto del 18 febbraio 2014, che ha avuto attuazione dopo le elezioni dipartimentali del 2015, è stato soppresso.

## Composizione
Comprendeva parte della città di Châteauroux e i comuni di:
- Niherne
- Saint-Maur
- Villers-les-Ormes